# John Gilbert

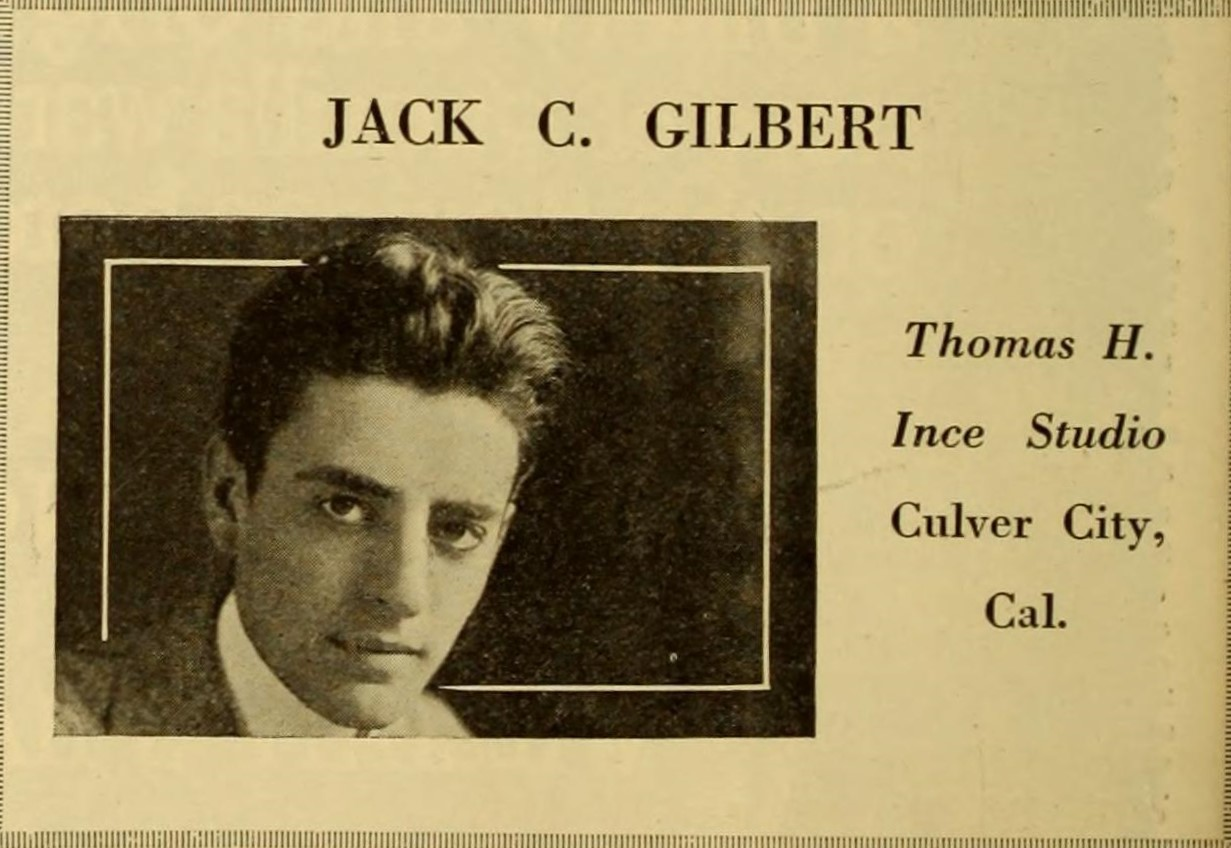
Fotografia publicitària de l'actor de quan treballava pels estudis de Thomas H. Ince

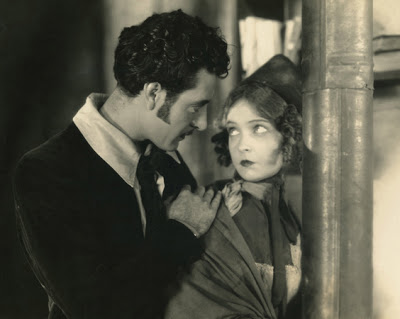
Lillian Gish i John Gilbert a La Boheme

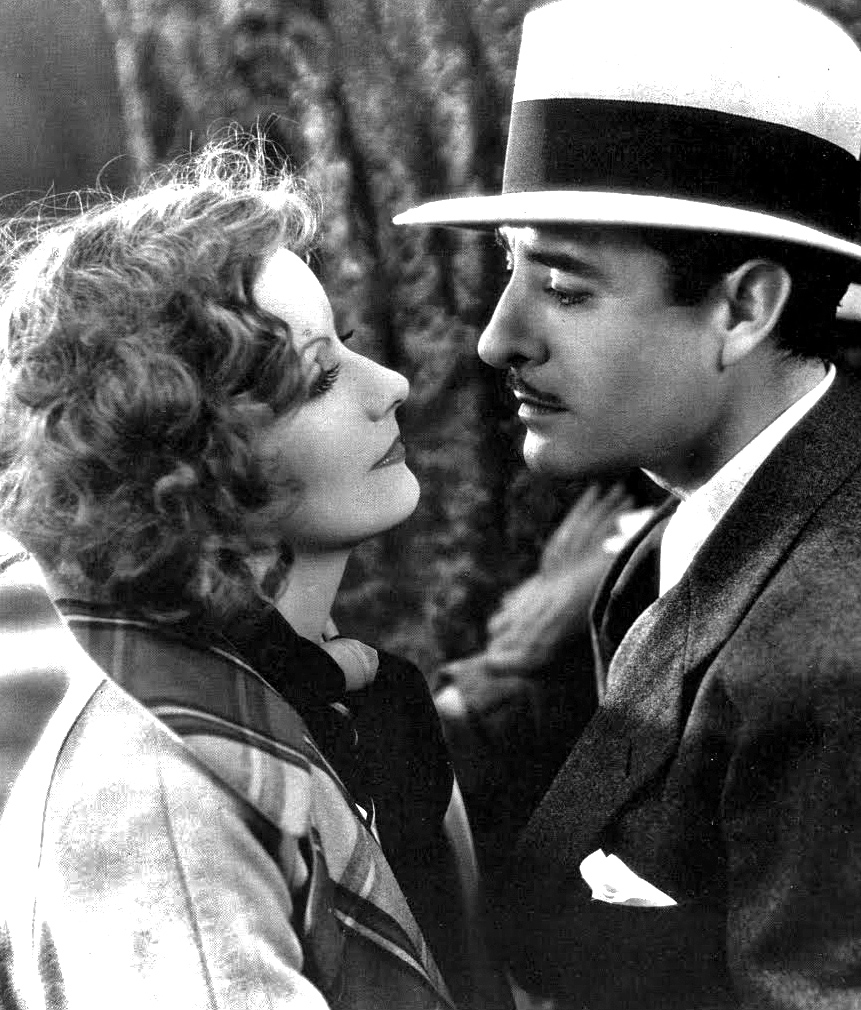
John Gilbert i Greta Garbo en una fotografia publicitària de la pel·lícula A Woman of Affairs (1928).

John Gilbert (Logan (Utah), 10 de juliol de 1897 – Los Angeles (Califòrnia), 9 de gener de 1936) va ser un actor de cinema molt popular durant l’època del cinema mut així com també guionista i director. Juntament amb Rodolfo Valentino, de qui en fou el successor, fou l’estrella que reportà més beneficis però amb l’arribada del sonor la fama de l’actor s'esvaní en part per culpa de la política dels estudis. Es sobretot conegut pel seu paper a “La gran desfilada” (1925) i per fer parella (probablement també fora de la pantalla) amb Greta Garbo en pel·lícules com “Flesh and the Devil” (1927), “Love'” (1927), “A Woman of Affairs” (1928) i “Queen Christina” (1933).

## Biografia

### Primers anys
John Cecil Pringle (nom real de l’actor) va néixer a Logan (Utah) fill de John George Priegel (conegut com a Johnnie Pringle), director d’un grup teatral en el que també treballava com a actriu la seva mare Ida. En separar-se els seus pares, la seva mare es va casar amb l’actor Walter Gilbert i ell va adoptar el cognom del padrastre.(REF4) S'educà en acadèmies militars.(REF2) El setembre de 1913 la seva mare morí de tuberculosi, i el noi, que aleshores es feia anomenar Jack C. Gilbert, va començar a treballar en diferents feines esporàdiques. Posteriorment, amb l’ajut de contactes del pare, treballà per a diferents companyies teatrals i feu aparicions esporàdiques menors en diferents pel·lícules de la Kay Bee.

### Inicis en el cinema
El 1916 aconseguí introduir-se en els estudis cinematogràfics Triangle Film Corporation de Thomas H. Ince on per 15 dòlars a la setmana actuava com a extra o amb rols secundaris. La seva primera pel·lícula amb Ince fou “Hell's Hinges” (1916) amb William S. Hart i l’any següent ja aconseguí el rol de protagonista a “Princess of the Dark” (1917) (amb el nom de Jack Gilbert). El 1918 es va canviar a Paralta Plays on participaria en "One Dollar Bid" (1918) on també actuaria la que posteriorment seria la seva esposa, Leatrice Joy.
El 1919 participà en la pel·lícula “Heart o' the Hills” (1919) de Mary Pickford però malgrat el seu èxit aparent no es sentia gaire segur de si mateix com a intèrpret, sensació que es veié acusada per un primer i desgraciat matrimoni amb Olivia Burwell.
El responsable d’il·luminar el seu horitzó professional fou Maurice Tourneur que el contractà com a ajudant, guionista i actor esporàdic. Sota les seves ordres actuaria a “The White Heather” (1919) “The White Circle” (1920), “The Great Redeemer” (1920) i “Deep Waters” (1920). Posteriorment fou contractat per Jules Brulatour a 1.500 dòlars la setmana per dirigir pel·lícules interpretades per Hope Hampton, però sense Tourneur la confiança de Gilbert en si mateix desaparegué i només arribà a dirigir una pel·lícula “'Love’s Penalty'” (1921) que va ser un fracàs. Tornà a treballar com a actor per a la Fox. Una de les seves primeres pel·lícules amb aquests esrudis fou “Shame” (1921), on per primer cop constà en els crèdits com a John Gilbert. Davant les pressions del cap de la Fox que considerava que tenia un nas bulbós, Gilbert es deixà un bigoti finet per dissimular-ho, que acabaria convertint-se en una de les seves característiques més destacades. D’aquesta època es poden destacar “Monte Cristo” (1922), “St. Elmo” (1923) i “Cameo Kirby” (1923) dirigida per John Ford. El 1922 s'havia casat amb Leatrice Joy però s'acabarien divorciant el 1925 després que l’actor mantingués relacions primer amb Barbara La Marr i amb Laurette Taylor.

### Gran estrella del cinema
El 1924 Irving Thalberg el va contractar per a la MGM. La primera pel·lícula que hi va protagonitzar fou “His Hour” (1924), dirigida per King Vidor a partir d’un guió d'Elinor Glyn, on interpretava un encantador aristòcrata rus. Amb aquesta pel·lícula, Gilbert va aconseguir augmentar encara més l’atractiu romàntic que havia desenvolupat a “Cameo Kirby” i la seva carrera cinematogràfica va entrar en ascens. A aquest èxit seguiren “He Who Gets Slapped” (1924) protagonitzada amb Lon Chaney i Norma Shearer i dirigida per Victor Sjöström, “The Snob” (1924), de nou amb Shearer, i “The Wife of the Centaur” (1924) de King Vidor.
L'any següent, Gilbert protagonitzaria dues de les produccions cinematogràfiques més aclamades i populars de la MGM de l'època muda: “The Merry Widow” (1925) d'Erich von Stroheim i “La gran desfilada” (1925) de King Vidor amb la que va demostrar que no era únicament un actor romàntic. La seguiren dues pel·lícules dirigides per Vidor, “Bardelys the Magnificent” (1926) i “La Bohème” (1926) amb Lillian Gish.
L’any 1927 va ser emparellat per primer cop amb Greta Garbo per protagonitzar “Flesh and the Devil” (1927). Al principi l’actor era reticent a aparéixer amb l’actriu tement que aquesta l’eclipsaria. Tot i això els dos mostraren una gran química, que suposadament anava més enllà dels personatges que interpretaven. Protagonitzà també amb l’actriu “Love” (1927) i “A Woman of Affairs” (1928) que el portaren a ser considerat el més galant del cinema d’ençà Rodolfo Valentino.

### La caiguda
Amb l’arribada del sonor Gilbert protagonitzà “His Glorious Night” (1929) que és considerada com la pel·lícula que arruïnà la seva carrera. S'ha especulat que Louis B. Mayer en va ser responsable preginant que la seva veu no era adequada i evitant donar-li papers adients. Després de diverses pel·lícules, i davant la insistència de la Garbo, l’estudi accedí a que l’actor protagonitzés amb ella una quarta pel·lícula “Queen Christina” (1933) en comptes de Laurence Olivier. La seva interpretació fou bona però l’estudi no li va donar suport. Ja amb problemes amb l’alcohol, la seva darrera interpretació fou com a borratxo a “The Captain Hates the Sea” (1934). Morí d’un atac de cor als 40 anys el 9 de gener de 1936.

## Filmografia
- The Coward (1915)
- Matrimony (1915)
- Aloha Oe (1915)
- The Corner (1916)
- Bullets and Brown Eyes (1916)
- The Last Act (1916)
- Hell's Hinges (1916)
- The Aryan (1916)
- Civilization (1916)
- The Apostle of Vengeance (1916)
- The Phantom (1916)
- Eye of the Night (1916)
- Shell 43 (1916)
- The Sin Ye Do (1916)
- The Weaker Sex (1917)
- The Bride of Hate (1917)
- Princess of the Dark (1917)
- The Dark Road (1917)
- Happiness (1917)
- The Millionaire Vagrant (1917)
- The Hater of Men (1917)
- The Mother Instinct (1917)
- Golden Rule Kate (1917)
- The Devil Dodger (1917)
- Up or Down? (1917)
- Nancy Comes Home (1918)
- Shackled (1918)
- More Trouble (1918)
- One Dollar Bid (1918)
- Wedlock (1918)
- Doing Their Bit (1918)
- The Mask (1918)
- Three X Gordon (1918)
- The Dawn of Understanding (1918)
- The White Heather (1919)
- The Busher (1919)
- The Man Beneath (1919)
- A Little Brother of the Rich (1919)
- The Red Viper (1919)
- For a Woman's Honor (1919)
- Widow by Proxy (1919)
- Heart o' the Hills (1919)
- Should a Woman Tell? (1919)
- The White Circle (1920)
- The Great Redeemer (1920)
- Deep Waters (1920)
- The Servant in the House (1921)
- Shame (1921)
- Ladies Must Live (1921)
- Gleam O'Dawn (1922)
- Arabian Love (1922)
- The Yellow Stain (1922)
- Honor First (1922)
- Monte Cristo (1922)
- Calvert's Valley (1922)
- The Love Gambler (1922)
- A California Romance (1922)
- While Paris Sleeps (1923)
- Truxton King (1923)
- Madness of Youth (1923)
- St. Elmo (1923)
- The Exiles (1923)
- Cameo Kirby (1923)
- Just Off Broadway (1924)
- The Wolf Man (1924)
- A Man's Mate (1924)
- The Lone Chance (1924)
- Romance Ranch (1924)
- His Hour (1924)
- Married Flirts (1924)
- He Who Gets Slapped (1924)
- The Snob (1924)
- The Wife of the Centaur (1924)
- The Merry Widow (1925)
- La gran desfilada (1925)
- Ben-Hur (1925)
- 1925 Studio Tour (1925)
- La Bohème (1926)
- Bardelys the Magnificent (1926)
- Flesh and the Devil (1927)
- The Show (1927)
- Twelve Miles Out (1927)
- Man, Woman and Sin (1927)
- Love (1927)
- The Cossacks (1928)
- Four Walls (1928)
- The Masks of the Devil (1928)
- A Woman of Affairs (1928)
- Voices Across the Sea (1928)
- Show People (1928)
- Desert Nights (1929)
- A Man's Man (1929)
- His Glorious Night (1929)
- The Hollywood Revue of 1929 (1929)
- Redemption (1930) (no surt als credits)
- Way for a Sailor (1930) (no surt als credits)
- Screen Snapshots Series 9, No. 23 (1930)
- Gentleman's Fate (1931)
- The Phantom of Paris (1931)
- West of Broadway (1931)
- Wir schalten um auf Hollywood (1931)
- Downstairs (1932)
- Fast Workers (1933)
- Queen Christina (1933)
- The Captain Hates the Sea (1934)